# Синя
Сѝня (на италиански: Signa) е град и община в централна Италия, провинция Флоренция, регион Тоскана. Разположен е на 46 m надморска височина. Населението на града е 18 510 души (към 31 декември 2010 г.).